# U-Bahnhof Kirchplatz (Düsseldorf)

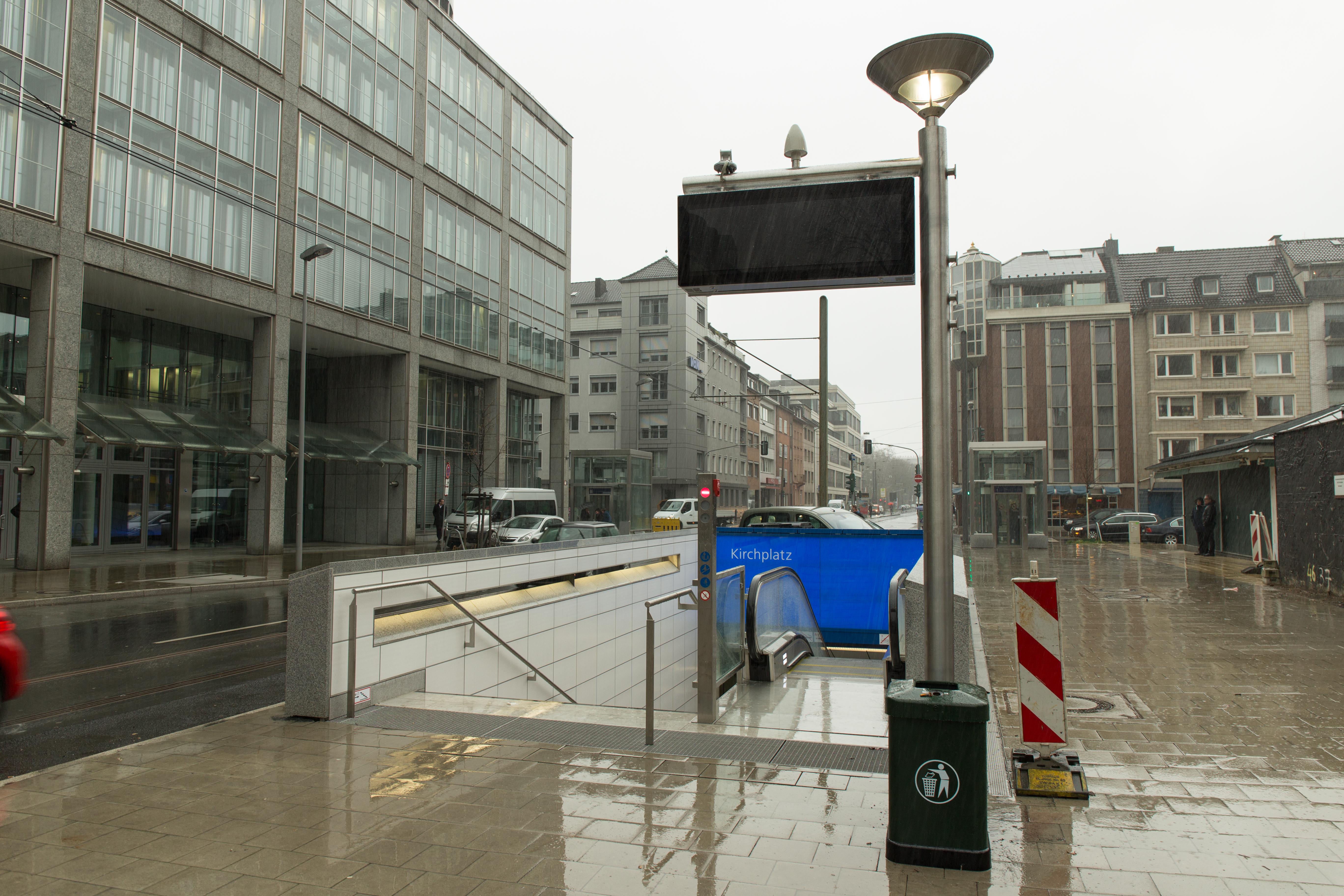
Eingang U-Bahnhof Kirchplatz

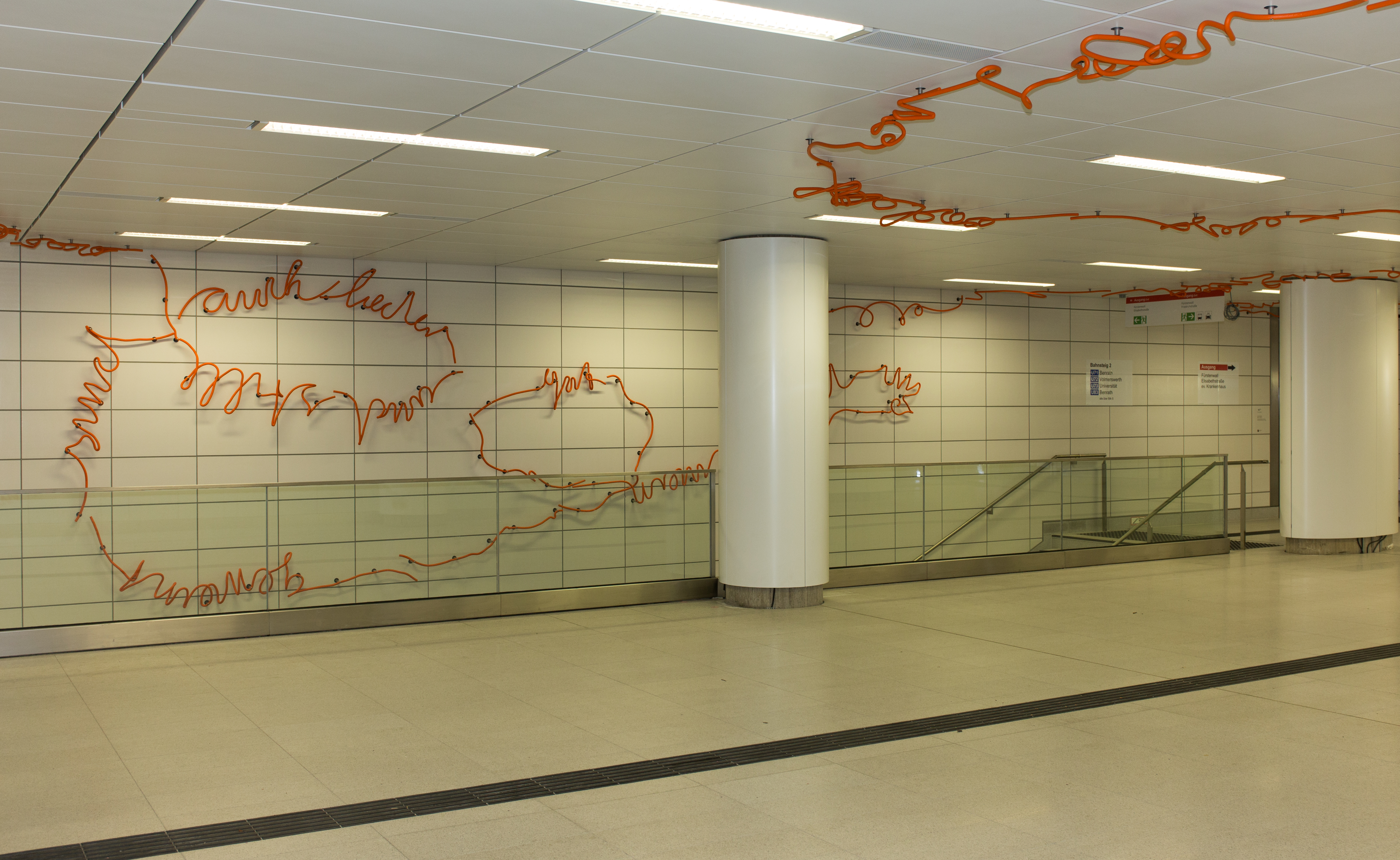
Zwischengeschoss

Der U-Bahnhof Kirchplatz (Abkürzung: Kip) ist eine Station der Düsseldorfer Stadtbahn. Sie liegt im Verlauf der dritten Stammstrecke, der sogenannten Wehrhahn-Linie im Stadtteil Unterbilk der nordrhein-westfälischen Landeshauptstadt Düsseldorf. Die Vorarbeiten für den Bau des neuen U-Bahnhofs begannen im Mai 2008. Dabei kam für den Rohbau die Deckelbauweise als Bauverfahren zur Anwendung. Die Eröffnung erfolge am 20. Februar 2016.

## Lage
Der U-Bahnhof ist an einer zentralen Stelle südlich der Düsseldorfer Innenstadt errichtet. Dabei folgt der Baukörper dem Verlauf der Elisabethstraße. Der U-Bahnhof befindet sich 530 m südlich vom U-Bahnhof Graf-Adolf-Platz und 560 m nördlich von der oberirdischen Haltestelle Bilk S-Bahnhof.

## Geschichte
Durch den Bau der U-Bahn-Linie wurde die Elisabethstraße in Höhe des Kirchplatz/Ecke Fürstenwall vom Straßenbahnverkehr aus Nord-Süd-Richtung komplett befreit, da alle fünf Straßenbahnlinien durch die drei U-Bahn-Linien ersetzt wurden. Das hat zur Folge, dass die Bahnen sich den Verkehrsraum nicht mehr mit dem übrigen Verkehr teilen müssen. Dadurch sinkt die Verspätungsanfälligkeit.

## Bahnhofsanlage
Es stehen drei Treppenzugänge sowie zwei Aufzüge am Kirchplatz zur Verfügung. Im nördlichen Bereich führen zwei Rolltreppe in eine Verteilerebene. Ein weiterer Zugang besteht im Westen am Fürstenwall, der durch eine aufwährtsführende Rolltreppe sowie eine Festtreppe zugänglich gemacht ist. Im westlichen Bereich des Kirchplatz befindet sich ein weiterer Zugang durch eine aufwährtsführende Rolltreppe sowie eine Festtreppe direkt neben der Elisabethstraße. Die zwei Aufzüge liegen an der Kreuzung Elisabethstraße/Fürstenwall, jeweils einer pro Straßenseite, die direkt zu den Gleisen führen. In der Verteilerebene besteht die Möglichkeit, durch weitere Fahr- sowie Festtreppen zu den Gleisen an den 4,50 Meter breiten und 125 Meter langen Seitenbahnsteigen zu gelangen. Mit seiner Länge könnte der U-Bahnhof theoretisch 4 Züge des Typs NF8U aufnehmen. Jedoch sind nur Züge mit maximal zwei Zügen erlaubt, um zu gewährleisten, dass die Züge an den kürzeren Haltestellen an der Oberfläche halten können.
Für die Gestaltung der U-Bahnhöfe der Wehrhahn-Linie wurde im Vorfeld ein Gestaltungswettbewerb durchgeführt. Der U-Bahnhof Kirchplatz wurde darum durch die Künstlerin Enne Haehnle gestaltet. Der Name des Projekts ist „Spur, Schrift, Skulptur“, welches sich mit der Kommunikation beschäftigt.

## Verkehr
Der U-Bahnhof Kirchplatz befindet sich auf der dritten Stammstrecke des Düsseldorfer Stadtbahnnetzes. Die Station wird nur noch von den vier U-Bahnlinien der Wehrhahnlinie angefahren. Die ehemalige oberirdische Station entfiel komplett.
Über die Linie aus Ratingen werden die Nachbarstadt sowie die nordöstlichen Stadtteile Rath und Grafenberg erreicht. Die in Höhe der Agentur für Arbeit abzweigende Linie bindet den Stadtteil Gerresheim an. In Richtung Altstadt besteht die Verbindung zum Umsteigepunkt Heinrich-Heine-Allee. Außerdem werden die süd- und südöstlich gelegenen Stadtteile Bilk, Volmerswerth, Wersten, Holthausen und Benrath angebunden.
Alle hier verkehrenden Stadtbahnlinien werden von der Düsseldorfer Rheinbahn mit niederflurigen Stadtbahnfahrzeugen des Typs NF8U betrieben.
| Linie | Linienverlauf | Takt   |
| ----- | --- | ------ |
|       | ( D-Rath 1 – Rotdornstraße – D-Rath Mitte – Am Schein – Haeselerstraße – ) Heinrichstraße 2 – Hansaplatz – Grunerstraße – Brehmplatz – Schillerplatz – Uhlandstraße – D-Wehrhahn – U Pempelforter Straße – U Schadowstraße – U Heinrich-Heine-Allee – U Benrather Straße – U Graf-Adolf-Platz – U Kirchplatz – D-Bilk – Suitbertusstraße – Südring – Flehe, Aachener Platz – Volmerswerther Straße – Krahkampweg – D-Volmerswerth, Hellriegelstraße3 Niederflurbetrieb der Rheinbahn; Abschnitt 2–3 dieser Linie gehört zum Düsseldorfer Nachtnetz; Abschnitt 1–2: Betrieb nur Mo–Fr 6–20 Uhr und Sa 9–20 Uhr; Abweichender Takt im Abschnitt 2–3: samstags 0–4 Uhr alle 30 min und 9–20 Uhr alle 10 min sowie sonn- und feiertags 0–4 Uhr und 5–9 Uhr alle 30 min und 13–20 Uhr alle 15 min | 20 min |
|       | Ratingen Mitte – Weststraße – Europaring – Gerhardstraße – Ratingen, Felderhof – D-Hubertushain – Hirschweg – Oberrath – Rather Waldstadion (D-Rath , 400 m) – Rather Broich – Mörsenbroicher Weg – Graf-Recke-Straße – Vautierstraße – Schlüterstraße/Arbeitsagentur – Engerstraße – Lindemannstraße – Uhlandstraße – D-Wehrhahn – U Pempelforter Straße – U Schadowstraße – U Heinrich-Heine-Allee – U Benrather Straße – U Graf-Adolf-Platz – U Kirchplatz – D-Bilk – Karolingerplatz – Auf’m Hennekamp – Uni-Kliniken – Universität Nord/Christophstraße – Südpark – Werstener Dorfstraße – Opladener Straße – Ickerswarder Straße – Elbruchstraße – Holthausen – Niederheid – Am Trippelsberg – Schöne Aussicht – Kappeler Straße – Schloss Benrath – Urdenbacher Allee – D-Benrath – D-Benrath, Betriebshof Niederflurbetrieb der Rheinbahn; Linie gehört zum Düsseldorfer Nachtnetz; Abweichender Takt: So 13–20 Uhr alle 15 min, Mo–Fr 21–23, Sa–So 20–23 Uhr, Sa 6–9 Uhr und So 9–13 Uhr alle 20 min, Sa–So 0–4 Uhr und So 5–9 Uhr alle 30 min | 10 min |
|       | D-Gerresheim – Morper Straße –Hardenbergstraße – Dörpfeldstraße – Schönaustraße – Gerresheim Rathaus – Von-Gahlen-Straße – Friedingstraße – Auf der Hardt/LVR-Klinikum → Vor der Hardt – Pöhlenweg – Staufenplatz – Schlüterstraße/Arbeitsagentur – Engerstraße – Lindemannstraße – Uhlandstraße – D-Wehrhahn – U Pempelforter Straße – U Schadowstraße – U Heinrich-Heine-Allee – U Benrather Straße – U Graf-Adolf-Platz – U Kirchplatz – D-Bilk – Karolingerplatz – Auf’m Hennekamp – Uni-Kliniken – Universität Nord/Christophstraße – Südpark – D-Universität Ost/Botanischer Garten Niederflurbetrieb der Rheinbahn; Linie gehört nicht zum Düsseldorfer Nachtnetz; Abweichender Takt: So 13–20 Uhr alle 15 min, Mo–Fr 21–0 Uhr (ab 29.08.2018, davor 20–0 Uhr), Sa 6–9 Uhr und So 9–13 Uhr alle 20 min, Sa–So 5–9 Uhr alle 30 min | 10 min |
|       | D-Gerresheim, Krankenhaus – Heinrich-Könn-Straße – Auf der Hardt/LVR-Klinikum – Pöhlenweg – Staufenplatz – Schlüterstraße/Arbeitsagentur – Engerstraße – Lindemannstraße – Uhlandstraße – D-Wehrhahn – U Pempelforter Straße – U Schadowstraße – U Heinrich-Heine-Allee – U Benrather Straße – U Graf-Adolf-Platz – U Kirchplatz – D-Bilk – Suitbertusstraße – Südring – Flehe, Aachener Platz – Volmerswerther Straße – Krahkampweg – D-Volmerswerth, Hellriegelstraße Niederflurbetrieb der Rheinbahn; Linie gehört nicht zum Düsseldorfer Nachtnetz Abweichender Takt: Mo–Sa 21–0 Uhr und So alle 30 Minuten | 20 min |

| Linie | Linienverlauf | Takt |
| ----- | --- | ---- |
| 732   | Hafen, Lausward1 – Bremer Straße2 – D-Hamm – Medienhafen, Kesselstraße – Franziusstraße3 – Unterbilk, Stadttor – Polizeipräsidium – Kirchplatz 4 – Friedrichstadt, Corneliusstraße – Helmholtzstraße – Düsseldorf Hbf 5 – Worringer Platz – Handelszentrum/Moskauer Straße – Oberbilker Markt/Warschauer Straße – Ellerstraße 6 – Eller, Herborner Weg – Eller Süd – Alt Eller 7 – Eller, Vennhauser Allee 8 Im Abschnitt 4–8 Verkehr im Standardtakt der Düsseldorfer Straßenbahnen; im Abschnitt 1–4 meistens weniger Fahrten, die an verschiedenen Endhaltestellen (1, 2 oder 3) beginnen bzw. enden; weitere Haltestellen nur in den Abschnitten 2–5 und 6–8. |      |
| 736   | Kirchplatz – Bilker Allee/Friedrichstraße (D-Bilk , 200–300 m) – Morsestraße – Friedrichstadt – Oberbilker Markt – Lierenfeld, Langenberger Straße – Ronsdorfer Straße – Lierenfeld, Posener Straße – Vennhausen, Gubener Straße – In den Kötten 2 – Linienast 1: Vennhausen, Hürthstraße – Knuppertsbrück – Gerresheim – Gerresheim, Morper Straße / Linienast 2: Vennhausen, Siedlung Freiheit – Am Ellerforst – Eller Hauptlinienweg: Mo–Fr 6–19 Uhr alle 20 min, Sa 7–19 Uhr, So 9–19 Uhr alle 60 min; Linienast 1: Mo–Fr 6–19 Uhr alle 20/40 min; Linienast 2: alle 60 min, Zeiten wie Hauptlinienweg; weitere Haltestellen nur im Abschnitt 1–2             |      |
| 835   | Niederkassel, Comeniusplatz – Oberkassel, Belsenplatz – Landtag/Kniebrücke – Kirchplatz – Bilk – Universität Süd – Himmelgeist – Itter – Holthausen – Reisholz – In der Steele |      |
| 836   | Am Seestern – Oberkassel, Belsenplatz – Landtag/Kniebrücke – Kirchplatz – Bilk – Universität Süd |      |
| NE 7  | Düsseldorf Hbf → Oststraße → Steinstraße → Benrather Straße → Graf-Adolf-Platz → Kirchplatz → Bilk → Merowingerplatz → Uni-Kliniken → Südpark → Universität → Himmelgeist → Itter → Holthausen → Reisholz – Reisholz → Hassels → Urdenbacher Allee → Urdenbach, Südallee → Benrath → Urdenbacher Allee → Schloss Benrath → Holthausen → Universität → Südpark → Uni-Kliniken → Merowingerplatz → Bilk → Kirchplatz → Graf-Adolf-Platz → Benrather Straße → Heinrich-Heine-Allee → Jacobistraße → Charlottenstraße/Oststraße → Düsseldorf Hbf |      |
| NE 8  | Düsseldorf Hbf → Kirchplatz → Polizeipräsidium → Hafen Ost → Franziusstraße → Bilker Kirche → Völklinger Straße → Flehe → Volmerswerth → Unterbilk → Franziusstraße → Hafen Ost → Polizeipräsidium → Kirchplatz → Düsseldorf Hbf |      |

## Weiterführende Informationen

Logo der Stadtbahn Rhein-Ruhr